# Andy Buckley
Pour les articles homonymes, voir Buckley (homonymie).
Andy Buckley, né le 13 février 1965 à Salem dans le Massachusetts, est un acteur et scénariste américain  connu pour son rôle de David Wallace (en) dans la série télévisée américaine The Office de 2006 à 2011, mais aussi pour celui de Ted Mercer dans The Lying Game, série américaine diffusée sur la chaîne ABC Family.
En 2022, il joue aux côtés d'Arnold Schwarzenegger dans la série Fubar de Netflix.

## Filmographie

### Films
| Année | Titre                                    | Rôle                        | Notes             |
| ----- | ---------------------------------------- | --------------------------- | ----------------- |
| 1990  | China Beach                              | Chaplain                    | Épisode : "Juice" |
| 1991  | A Woman Named Jackie                     | John Fitzgerald Kennedy, Jr |                   |
| 1992  | Body Wave                                | Andrew Buckley              |                   |
| 1992  | Sinatra                                  |                             |                   |
| 1997  | Blood Trail                              | Andrew P. Buckley           | Vidéo             |
| 1997  | No Small Ways                            | Lyle                        |                   |
| 1998  | Running Woman                            | Second reporter             |                   |
| 1998  | Forever Love                             | Jerry                       |                   |
| 2001  | The Big Day                              | Eddie                       | Coécrit           |
| 2002  | Grand Champion                           | Frank Bloomer               |                   |
| 2002  | Big Shot: Confessions of a Campus Bookie | Agent FBI Simms             |                   |
| 2009  | ExTerminators                            | Steven Cantor               |                   |
| 2010  | Very Bad Cops                            | Don Beaman                  |                   |
| 2010  | Life as We Know It                       | George Dunn                 |                   |
| 2011  | Bridesmaids                              | Perry Harris                |                   |
| 2011  | Alvin et les Chipmunks 3                 | Capitaine Correlli          |                   |
| 2015  | Jurassic World                           | Scott Mitchell              |                   |
| 2017  | The House                                | Craig                       |                   |
| 2017  | Lady Bird                                | Matt                        |                   |
| 2019  | Scandale                                 | Gerson Zweifac              |                   |

### Télévision
| Année     | Titre                                | Rôle               | Notes                                                             |
| --------- | ------------------------------------ | ------------------ | ----------------------------------------------------------------- |
| 1993      | Les Dessous de Palm Beach            | Patrick Rose       | Épisode: "Soul Kiss"                                              |
| 1996      | American Pie                         | Chet               | Épisode: "Pilot Épisode"                                          |
| 1996      | Caroline in the City                 | Rob Rothman        | Épisode: "Caroline and the Gift"                                  |
| 1996      | The Crew                             | Justin             | Épisode: "The Man We Love"                                        |
| 1996      | The Single Guy                       | Tom Conklin        | Épisode: "Mounted Cop"                                            |
| 1997      | Melrose Place                        | Tony               | Épisode: "Screams from a Marriage"                                |
| 1997→1998 | Pacific Blue                         | Teddy Callaway     | 3 Épisodes : "Inside Straight", "Cop in a Box" & "With This Ring" |
| 2000      | Jack and Jill                        | Wayne              | Épisode: "When You Wish Upon a Car"                               |
| 2000      | À la Maison-Blanche                  | Mike Satchel       | Épisode: "Let Bartlet Be Bartlet"                                 |
| 2000      | Les Experts                          | Jason Hendler      | Épisode: "Who Are You?"                                           |
| 2001      | Washington Police                    | Rupert Grimes      | Épisode: "Vigilante"                                              |
| 2001      | First Years                          | Jack Mitchel       | Épisode: "The First Thing You Do..."                              |
| 2002      | Big Shot : Confession d'un bookmaker | FBI Agent Simms    |                                                                   |
| 2002      | NYPD Blue                            | Mike               | Épisode: "Jealous Hearts"                                         |
| 2005      | Les Experts                          | 1er reporter       | Épisode: "King Baby"                                              |
| 2006→2011 | The Office                           | David Wallace      | 27 épisodes                                                       |
| 2009      | Les Experts : Miami                  | Gary Archer        | Épisode: "In Plane Sight"                                         |
| 2011→2013 | The Lying Game                       | Ted Mercer         | Père de l'héroïne principale                                      |
| 2015→     | Scorpion                             | Richard Elia       | 5 épisodes                                                        |
| 2018→2019 | Shameless                            | Randy              | 5 épisodes                                                        |
| 2020→     | Avenue 5                             | Frank, un passager | Le mari de Karen                                                  |

### Jeux vidéo
| Année | Titre                             | Rôle         | Notes |
| ----- | --------------------------------- | ------------ | ----- |
| 2022  | Who Pressed Mute on Uncle Marcus? | Uncle Marcus |       |